# 地人書館
地人書館（ちじんしょかん）は、日本の出版企業である。

## 概要
1930年（昭和5年）に現在も本社のある東京都新宿区中町にて創業。創業期以来、理工学関連書の出版を専門的に行う。
特に、地学・天文学・気象学などの分野では、古くから専門雑誌を刊行しており、日本ではこの分野でのパイオニア。現在は、編集長不在のため、休刊中であるが、天文学や気象学の専門書・啓蒙書などの出版を行っている。
その他の分野としては、理学・工学・医学などの分野でも専門書や啓蒙書を出版している。